# Ausschuss der Europäischen Aufsichtsbehörden für das Bankwesen
Der Ausschuss der Europäischen Aufsichtsbehörden für das Bankwesen (Committee of European Banking Supervisors, CEBS) war ein Stufe-3-Komitee der Europäischen Union (EU) innerhalb des Lamfalussy-Verfahrens. Er wurde gemäß einer Entscheidung der Europäischen Kommission vom 5. November 2003 gegründet. Es handelte sich dabei um einen unabhängigen Ausschuss der europäischen Bankenaufseher mit Sitz in London. Seine Tätigkeit nahm der Ausschuss im Januar 2004 auf. Mit Beschluss der Europäischen Kommission vom 23. Januar 2009 zur Errichtung eines Europäischen Finanzaufsichtssystems ist CEBS mit Wirkung zum 1. Januar 2011 in der Europäischen Bankenaufsichtsbehörde (European Banking Authority, EBA) aufgegangen.

## Aufgabe und Zusammensetzung
Aufgabe des Komitees war es, im Rahmen des Lamfalussy-Verfahrens die Kooperation im Bankenbereich zu fördern und regelmäßig Informationen auszutauschen. Das Komitee sollte dazu beitragen, dass die Richtlinien der Europäischen Gemeinschaft einheitlich umgesetzt werden und sich die bankenaufsichtlichen Praktiken der Mitgliedstaaten einander annähern. Es sollte die bankenaufsichtliche Kooperation verbessern, einschließlich des Austausches von Informationen bezüglich einzelner überwachter Institutionen.
Die CEBS setzte sich aus hochrangigen Vertretern der nationalen Bankaufsichtsbehörden und Notenbanken der EU sowie der Europäischen Zentralbank (EZB) zusammen. Vertreter aus Ländern des Europäischen Wirtschaftsraumes außerhalb der EU genossen einen Status als ständige Beobachter. Auch die Europäische Kommission, der Vorsitzende des Banking Supervisory Committee der Europäischen Zentralbank und der Vorsitzende der Groupe de Contact, der Hauptarbeitsgruppe von CEBS, nahmen als ständige Beobachter teil.
Die Bundesrepublik Deutschland wurde durch Repräsentanten der Deutschen Bundesbank und der Bundesanstalt für Finanzdienstleistungsaufsicht vertreten.